# Armando Curcio
Armando Curcio (Napoli, 25 maggio 1900 – Roma, 25 novembre 1957) è stato un editore, commediografo e giornalista italiano.

## Biografia
Armando Curcio nasce a Napoli il 25 maggio del 1900.
Attivo (prima a Napoli, poi a Roma e Milano) anche come umorista, direttore di periodici, autore di narrativa, regista, sceneggiatore e verseggiatore, in tutti i campi raggiunse buoni livelli. Fu anche collaboratore di Eduardo De Filippo.
Proveniva da una colta famiglia napoletana, che annoverava anche alcuni artisti come il pittore Edgardo Curcio, lo scultore Raffaello Sanzio e lo storico Pietro Giannone; il padre Afredo era un avvocato.
Durante il fascismo fondò l'Istituto Editoriale Moderno, che pubblicava enciclopedie in fascicoli e opere narrative in edizione economica, e che diventerà la Armando Curcio Editore.
Ebbe tre figli, Alfredo Curcio che nel 1957 prese il suo posto alla Armando Curcio Editore portandola ad una grande notorietà, l'attore Dino Curcio e Marina Curcio.

## Carriera
Nel 1918 pubblica il suo primo libro di poesie dal titolo "Coriandoli".
Nel 1925, dopo aver terminato il servizio militare ed aver conseguito la laurea in giurisprudenza, lascia Napoli e si trasferisce a Milano, dove inizia un'attività giornalistica che lo porterà a collaborare alla terza pagina dei maggiori quotidiani italiani con novelle e articoli di vario genere.
Nel 1927 la sua commedia "Lionello e l'amore" viene rappresentata al teatro Eden di Milano dalla compagnia De Cristoforis-Leonelli.
Nel 1928 viene rappresentata al teatro Quirino la sua seconda commedia "La Diva del cinema". Nello stesso anno si trasferisce a Bari per dirigere il periodico umoristico "Il Gatto Nero".
Nel 1929 torna a Milano e fonda la Casa Editrice Sunland che pubblicherà letteratura umoristica e amena.
Nel 1930 fonda e dirige il periodico "Due lire di novelle" e pubblica il suo primo libro per ragazzi "Re Peperone". L'anno successivo pubblica altri due libri per ragazzi, nei quali compaiono anche delle illustrazioni realizzate dallo stesso Curcio: "Girotondo un po' giocondo" e "Racconto abbastanza carino di un violinista che suonava il violino".
Nel 1932 fonda e dirige il "Giornale della Radio" in diretta concorrenza con l'Eiar (l'organo ufficiale della radio dell'epoca).
È nel 1935 che crea l'Istituto Editoriale Moderno, una casa editrice con lo scopo di divulgare la cultura attraverso la pubblicazione di enciclopedie e grandi opere della letteratura popolare a prezzi accessibili. Malgrado il successo, l'attività fu sospesa per motivi di ordine politico.
Nel 1939 torna a Napoli dove riprende a pieno l'attività di commediografo e scrive: "A che servono questi quattrini" rappresentata al teatro Quirino di Roma dai fratelli De Filippo. Tra il 1940 e il 1946 scrive: "Ci Penso io", "Le Barche vanno da sole", "I casi sono due", "La fortuna con l'effe maiuscola" (in collaborazione con Eduardo De Filippo), "Casanova farebbe così" (in collaborazione con Peppino De Filippo), "C'era una volta un compagno di scuola" e "Basta il succo al limone". 
Nel 1945, al termine della guerra, riprende l'attività editoriale creando l'Istituto Editoriale di Cultura, che poi prenderà il nome di "Armando Curcio Editore SPA" iniziando la pubblicazione di grandi opere anche a dispense, rendendole così accessibili alle masse.
Nel 1952 torna a teatro con lo spettacolo musicale "Tarantella Napoletana". L'anno successivo scrive un secondo spettacolo musicale "Funicoli funiculà".
Tra il 1946 e il 1955 ha scritto altre commedie: "L'onesto venditore di uccelli", "Giuseppe" e "Lo strano caso di Salvatore Cecere"
Muore a Roma il 25 novembre del 1957. 
Dopo la sua morte il figlio Alfredo lo sostituì nella direzione della casa editrice di famiglia. Sotto la sua direzione, accanto al settore delle pubblicazioni a dispense, nacquero pubblicazioni come la Grande Enciclopedia Curcio (che raggiunse centinaia di migliaia di copie), l'Enciclopedia Curcio per tutti (curata da Curcio con Giancarlo Vigorelli), opere di archeologia, storia, arte, informatica, psicologia, dizionari, enciclopedie di musica classica, della maglia, del cucito e del ricamo, una storia del cinema e una storia della filosofia.

## Commedie
- Lionello e l'amore
- La Diva del cinema
- A che servono questi quattrini (fu il suo successo più grande: portata in scena al teatro Quirino di Roma l'8 maggio 1940 dalla compagnia di Eduardo De Filippo, ne fu tratto l'omonimo film del 1942 (A che servono questi quattrini?); dello stesso anno è la trasposizione cinematografica di Casanova farebbe così!)
- Ci penso io
- Le Barche vanno da sole
- I casi sono due
- La fortuna con l'effe maiuscola (in collaborazione con Eduardo De Filippo[2])
- Casanova farebbe così! (in collaborazione con Peppino De Filippo)
- C'era una volta un compagno di scuola (in collaborazione con Peppino De Filippo)
- Basta il succo di limone! (in collaborazione con Eduardo De Filippo)
- Tarantella napoletana
- Funicolì funicolà

## Libri
- Coriandoli (poesie)
- Re Peperone

- Girotondo un po' giocondo
- Racconto abbastanza carino di un violinista che suonava il violino